# Våbenhvile
 Der er for få eller ingen kildehenvisninger i denne artikel, hvilket er et problem. Du kan hjælpe ved at angive troværdige kilder til de påstande, som fremføres i artiklen.

Våbenhvile er, som navnet siger, en standsning af kamphandlingerne. Til forskel fra en fredsslutning er våbenhvilen i princippet en midlertidig aftale, som kan indgås direkte mellem parterne, og som kan have virkning for afgrænsede dele af slagmarken eller for hele krigsførelsen. Ofte er våbenhvilen den nødvendige (men ikke altid den tilstrækkelige) betingelse for, at egentlige fredsforhandlinger kan indledes. Våbenhvilen er derfor mest af alt en praktisk foranstaltning, som skal skabe det nødvendige pusterum, der kan bringe parterne sammen. Eksempelvis var der i 1. verdenskrig våbenhvile fra den 11. november 1918 til indgåelsen af Versaillestraktaten i sommeren 1919.
I alle tilfælde bruges våbenhvilen samtidig af begge parter til at bringe sig på plads, hvad angår forsyninger, træning og efterretningsvirksomhed, sådan at man er parat til at genoptage kampen, hvis våbenhvilen ophører uden nogen fredsaftale. 
Af disse grunde kan våbenhviler være i kraft over meget lange tidsrum. Eksempelvis danner den våbenhvile, som afsluttede koreakrigen i 1953, stadig grundlaget for den militært-politiske situation i det delte Korea, for man har endnu ikke indledt fredsforhandlingerne. 
En våbenstilstand er en mere langfristet og som regel mere permanent fred, hvor der ingen deadline er aftalt for, hvornår fjendtlighederne skal starte igen. De begynder kun, når parterne enes om, at det skal ske.